# Šmeralismus
Šmeralismus je pejorativní označení neschopnosti prvorepublikové Komunistické strany Československa odstřihnout se od sociálně demokratických tradic. Označení vytvořil a začal aktivně používat Klement Gottwald, který jej pojmenoval po zakladateli Komunistické strany Československa Bohumíru Šmeralovi. Označení se zneužívalo zejména ve druhé polovině dvacátých let dvacátého století, kdy mělo poukázat na „pravici“ v KSČ, která se skládala zejména z bývalých členů sociální demokracie, kteří uznávali a zachovávali smířlivý postoj k existenci Československa a jeho parlamentního zřízení.